# Gesico
Gesico település Olaszországban, Szardínia régióban, Cagliari megyében. Lakosainak száma 739 fő (2023. január 1.). Gesico Guamaggiore, Guasila, Selegas, Suelli, Villanovafranca, Escolca és Mandas községekkel határos.

## Népesség
A település lakossága az elmúlt években az alábbi módon változott:
| Lakosok száma | 846  | 845  | 739  |
|               | 2017 | 2018 | 2023 |